# Klaus-Kuhnke-Archiv für Populäre Musik

Gebäude in der Dechanatstraße um 1875, als sich dort noch das Alte Gymnasium befand.

Das Klaus-Kuhnke-Institut für Populäre Musik (KKI) ist ein Archiv sowie eine Forschungseinrichtung für Populäre Musik in Bremen. Es wurde 1975 als gemeinnützige GmbH gegründet und ist seit 1992 ein An-Institut der Hochschule für Künste Bremen.

## Geschichte
Das Klaus-Kuhnke-Archiv wurde 1975 von den damaligen Radio-Bremen-Redakteuren Klaus Kuhnke, Manfred Miller und Peter Schulze als Archiv für Populäre Musik (gGmbH) gegründet.
Nach dem Tod von Klaus Kuhnke wurde das Archiv in Klaus-Kuhnke-Archiv für Populäre Musik (gGmbH) umbenannt. Nachfolger als Gesellschafter von Klaus Kuhnke wurde Richard Weize. Seit 1991 befindet sich das Archiv in dem Gebäude des ehemals Alten Gymnasiums, in dem seit 1988 der Fachbereich Musik der Hochschule für Künste Bremen ansässig ist. Das Archiv wurde 1992 zum An-Institut der Hochschule für Künste Bremen erklärt. Leiter des Archivs war von 1991 bis 2021 Ulrich Duve (Musikpädagoge).
2022 hat Nico Thom (Musikwissenschaftler) die Leitung übernommen. Das Archiv wurde offiziell zum Institut umbenannt, um die eigenen Forschungsaktivitäten deutlicher herauszustellen. Der vollständige Name lautet seither „Klaus-Kuhnke-Institut für Populäre Musik – Archiv und Forschungsstätte an der Hochschule für Künste Bremen“.

## Archiv
Es enthält Materialien (Ton- und Bildträger sowie Filme und Graphiken) aus allen Bereichen Populärer Musik, ohne stilistische Eingrenzungen. Prinzipiell ist die Sammlung international angelegt, Sammlungsschwerpunkte bilden jedoch angelsächsische, europäische und insbesondere deutschsprachige Künstler und Bands. Das Archiv besitzt ein äußerst umfassendes Repertoire seltener Exemplare der Schallplattengeschichte (insbesondere der Vinyl-Ära), das in dieser stilistischen Vielfalt in Deutschland und in Europa einzigartig ist.

## Bestand
- Etwa 150.000 Tonträger (100.000 Vinyl-Schallplatten, 50.000 CDs, Kassetten, Tonbänder, Mini-Discs und Schellacks)[3]
- Etwa 10.000 Bücher (Biographien, Musik-Fachbücher, Lexika, Diskographien)
- über 170 Periodika (Musikmagazine und -zeitschriften)
- ca. 1.000 DVDs
- ca. 700 VHS-Videos
- Präsenzbestand (nur vor Ort nutzbar)[4]

## Fotoansichten aus dem Archiv

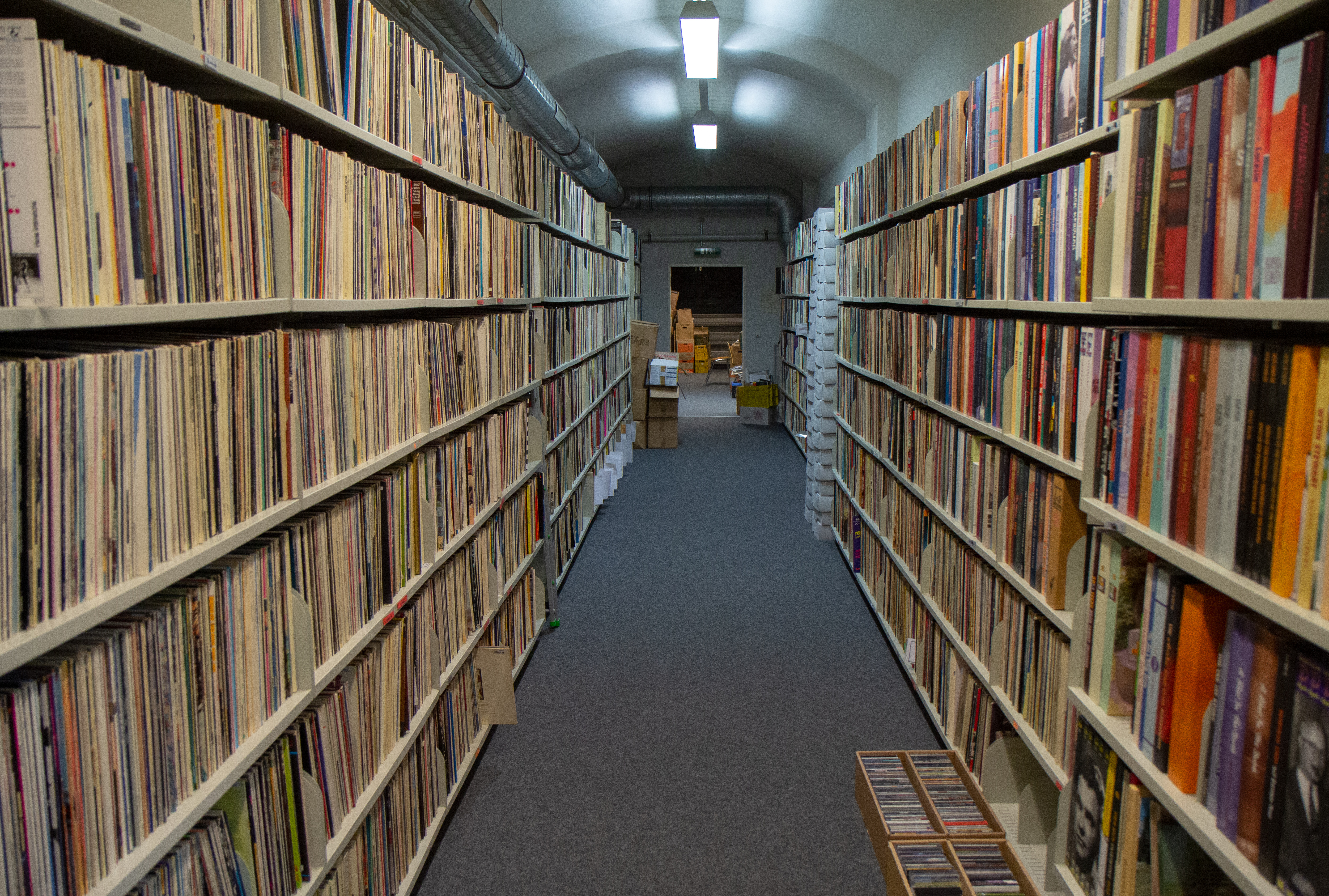
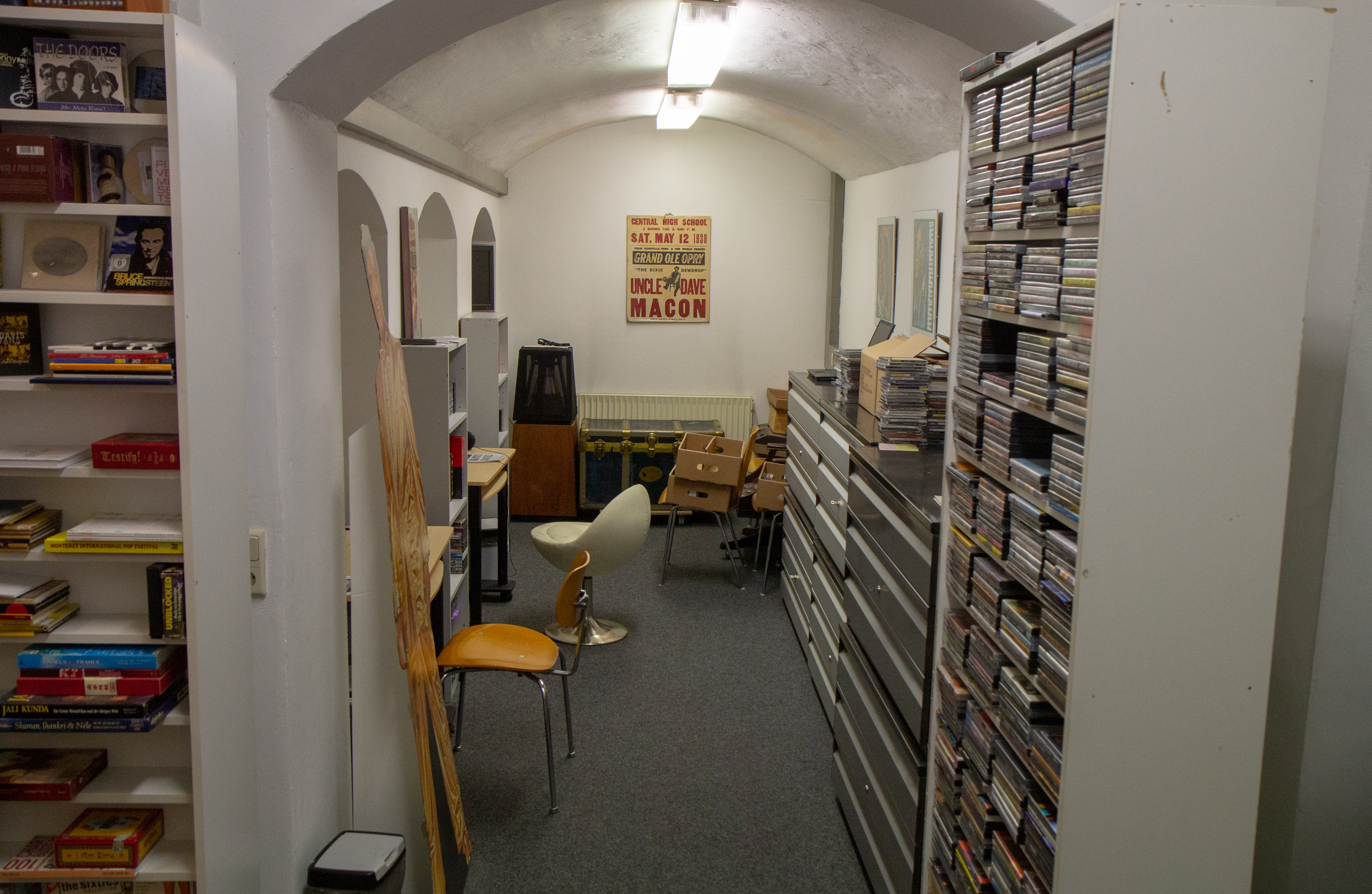
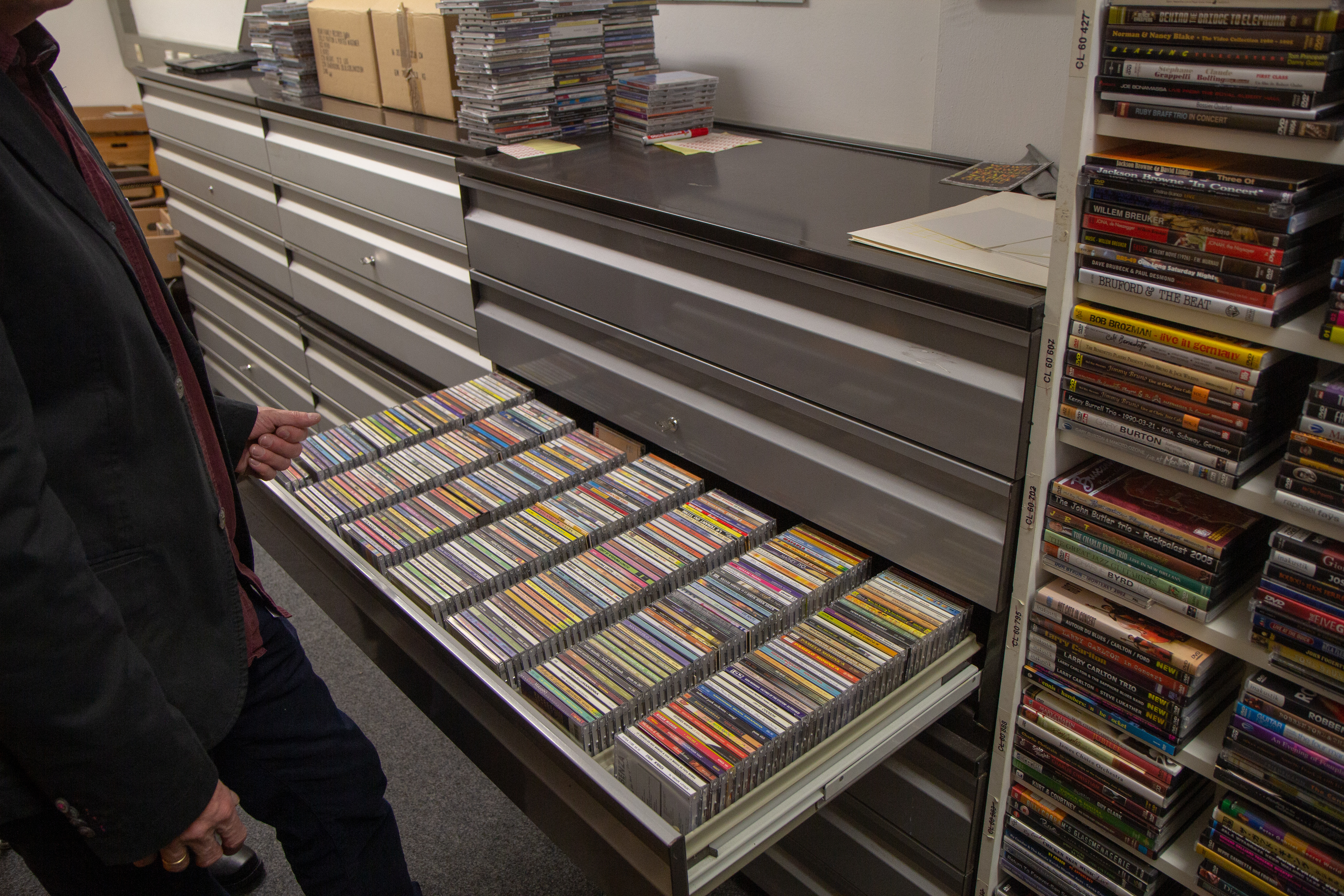
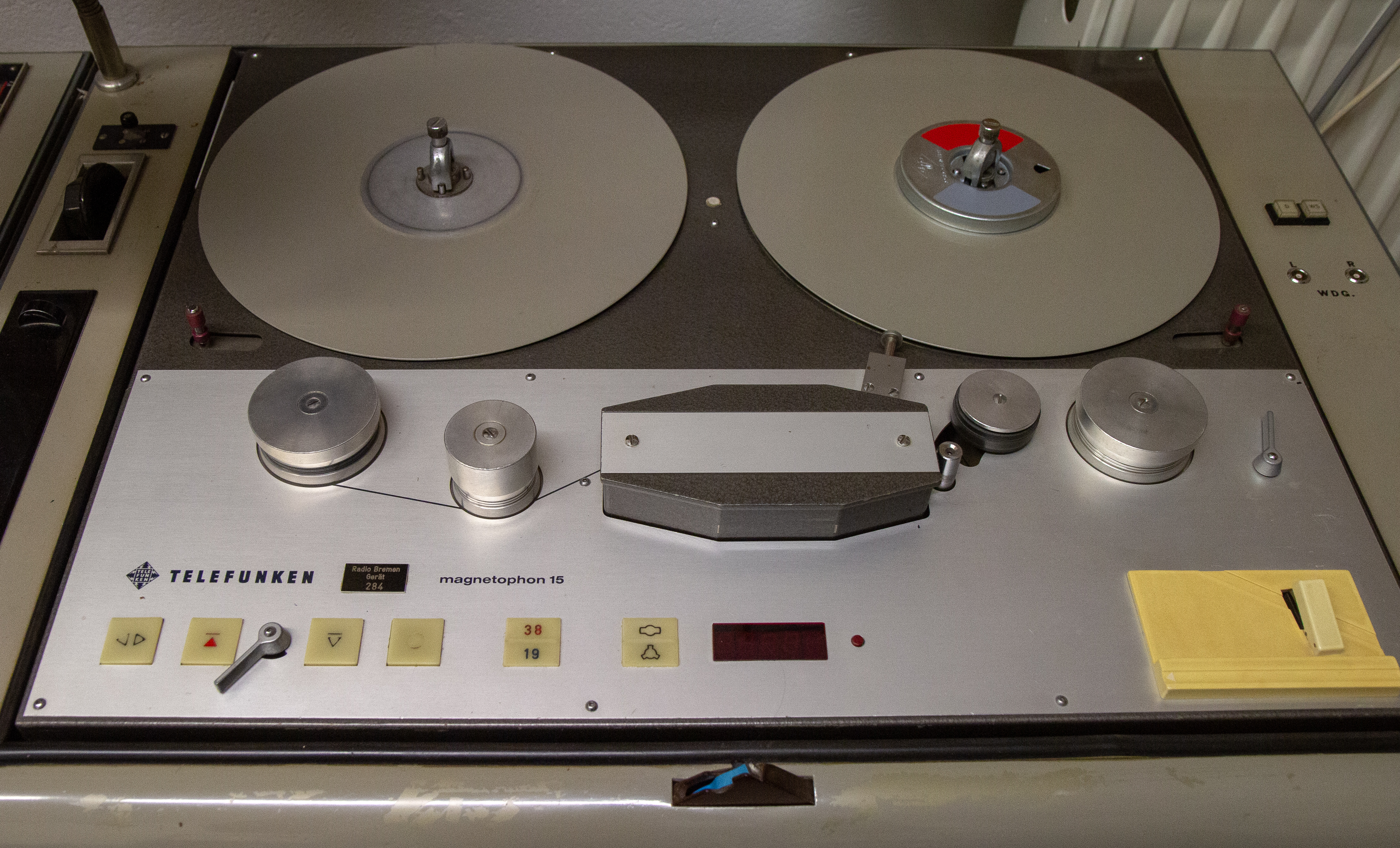
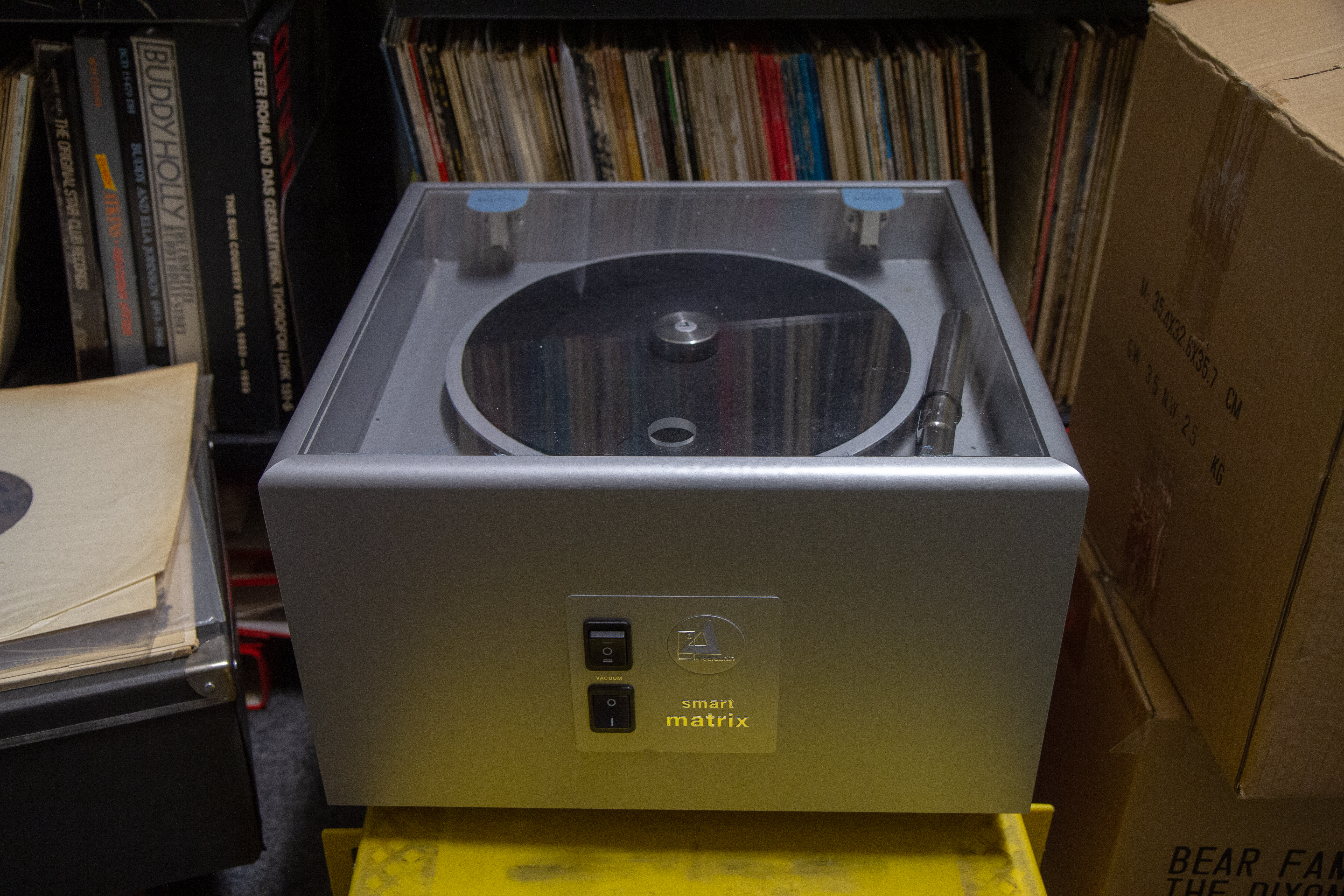
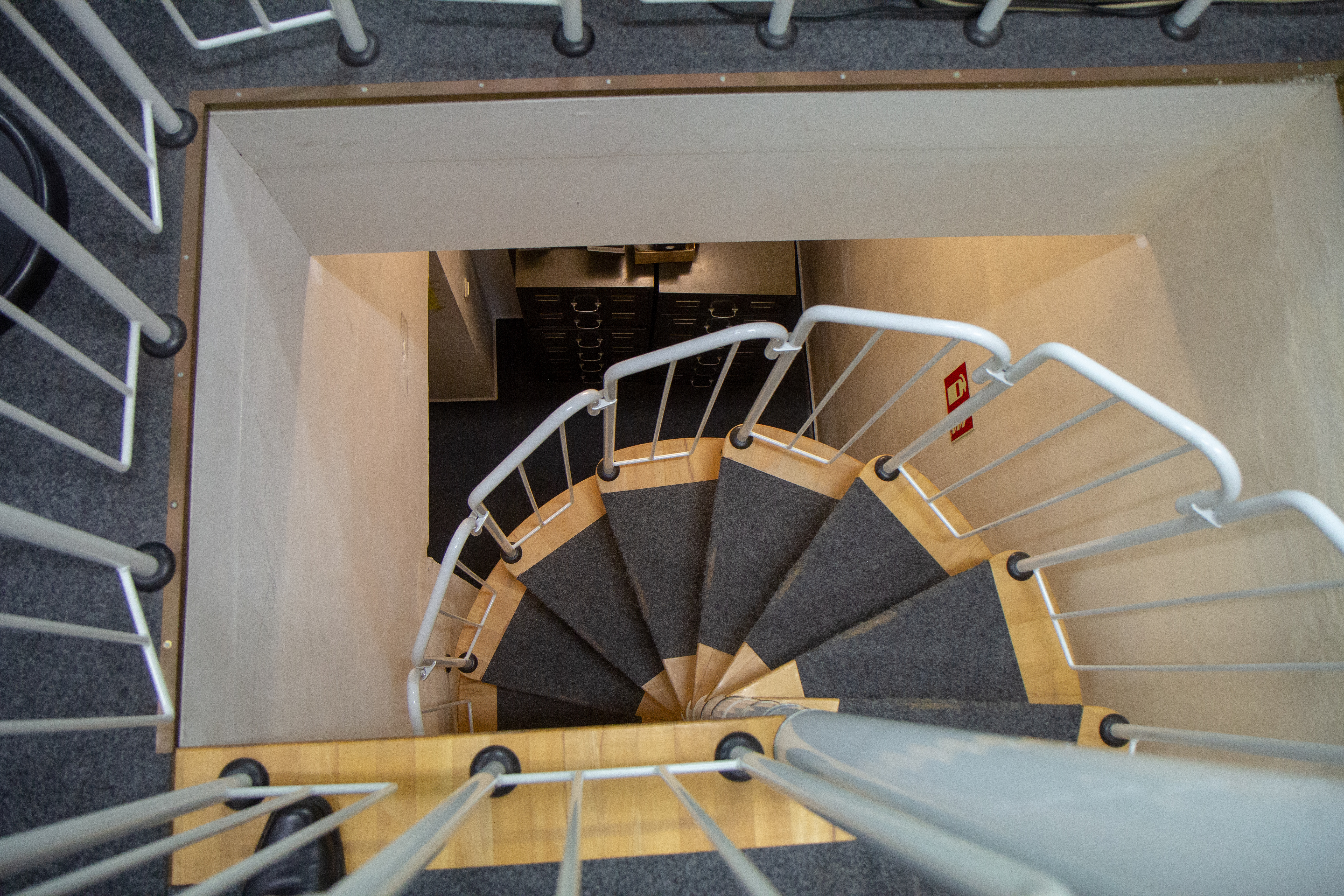